# Niphargus bureschi
Niphargus bureschi is een vlokreeftensoort uit de familie van de Niphargidae. De wetenschappelijke naam van de soort is voor het eerst geldig gepubliceerd in 1926 door Fage.